# Louisa Baïleche
Louisa Baileche (4 de janeiro de 1977-) é uma cantora e dançarina francesa  com vários sucessos em França.Nasceu próximo de Paris ,  filha de mãe italiana e de pai argelino da região da Cabília.
Louisa Baileche participou na comédia francesa "Nine"   na famosa Folies Bergère, Ela representou a França no Festival Eurovisão da Canção 2003 com a canção "Monts et merveilles".